# 621 Werdandi
Werdandi (asteroide 621) é um asteroide da cintura principal com um diâmetro de 27,15 quilómetros, a 2,6574108 UA. Possui uma excentricidade de 0,1477925 e um período orbital de 2 011,25 dias (5,51 anos).
Werdandi tem uma velocidade orbital média de 16,86693103 km/s e uma inclinação de 2,31917º.
Este asteroide foi descoberto em 11 de Novembro de 1906 por August Kopff.